# Ольмедо, Себастьян
Себастьян Ольмедо Перейра (исп. Sebastián Olmedo Pereira; род. 21 июня 2001, Оэнау, Итапуа) — парагвайский футболист, защитник клуба «Пуэбла».

## Клубная карьера
Ольмедо — воспитанник клуба «Атлетико Тембетари». В 2022 года игрок подписал контракт с «Соль де Америка». 15 июля в матче против «Ресистенсия» он дебютировал в парагвайской Примере. В начале 2023 года Ольмедо перешёл в «Спортиво Лукеньо». 5 марта в матче против «Ресистенсия» он дебютировал за новую команду. Летом того же года Ольмедо подписал соглашение с мексиканским клубом «Пуэбла». 16 июля в матче против столичной «Америки» он дебютировал в мексиканской Примеры. 1 декабря в поединке против УАНЛ Тигрес Себастьян забил свой первый гол за «Пуэблу».